# San José carpintero (Georges de La Tour)
San José, carpintero (en francés, Saint Joseph charpentier), es una de las pinturas más conocidas del pintor francés Georges de La Tour. Está realizado en óleo sobre lienzo. Se calcula que fue pintado a principios de la década de los años 1640, en 1642 o 1645. Mide 137 cm de alto y 102 cm de ancho. Se exhibe actualmente en el Museo del Louvre de París, a donde llegó por la donación Percy Moore Turner, en 1948.
En el cuadro, José de Nazaret trabaja una viga delante del Niño Jesús de Nazaret, que lo ilumina con una vela. José es carpintero de armar o de obra de afuera, esto es, carpintero que hace las armaduras, entramados y demás armazones de madera para los edificios. San José es el patrono de este gremio. 
La vigueta que José está serrando se interpreta como una prefiguración de la madera de la cruz en la que morirá Jesús.
Esta pintura muestra el interés de Georges de La Tour en las diversas fuentes de luz. Es una obra de madurez del pintor, plenamente tenebrista. La fuente de luz artificial es explícita, como en el caso de la escuela de Utrecht y en particular de Gerard van Honthorst: una vela. 
La fuente de luz modela abruptamente las figuras, mientras que el resto se sume en la oscuridad. Se crean interesantes sombras en la pared del fondo, así como en el traje del Niño y en el suelo, producida esta última por su sandalia. El niño sujeta la vela con una mano, mientras coloca otra delante. Con gran maestría se representan las sombras en la mano derecha de Jesús, así como la forma en que la luz incide en la mano izquierda, haciendo traslúcidos los dedos y filtrándose entre ellos.
La pintura es casi monocroma. El rostro de José está tratado con trazos gruesos de pintura que evidencian sus arrugas. Una mancha gruesa de pintura consigue representar la barba.
Otra obra de La Tour similar en temática y estilo es La aparición del ángel a san José (1640, Museo de Bellas Artes, Nantes). 